# Lydia Boylan
Lydia Boylan (Dublin, 19 juli 1987) is een Iers voormalig wielrenster. Zij was actief op de baan en op de weg. Boylan kwam uit voor Noord-Ierland op de Gemenebestspelen in 2014 en 2018. Tijdens de Wereldkampioenschappen baanwielrennen in 2019 behaalde ze een tweede plaats op de puntenkoers.

## Belangrijkste resultaten

### Op de weg
2015
 Iers kampioenschap op de weg
2016
 Iers kampioenschap op de weg
2017
4e etappe Ronde van Valencia
 Iers kampioenschap op de weg

### Op de baan
| Jaar | IK                              | EK                       | WK                                  | Overig                          |
| ---- | ------------------------------- | ------------------------ | ----------------------------------- | ------------------------------- |
| 2011 | sprint · 500m tijdrit           |                          |                                     |                                 |
| 2012 |                                 |                          |                                     |                                 |
| 2013 | 500m tijdrit · sprint · scratch |                          |                                     |                                 |
| 2014 | 500m tijdrit · scratch          |                          |                                     |                                 |
| 2015 |                                 |                          | 16e ploegenachtervolging            |                                 |
| 2016 |                                 | 6e omnium 7e koppelkoers | 9e ploegenachtervolging 20e scratch |                                 |
| 2017 | scratch                         | koppelkoers · 8e omnium  | 9e omnium 10e koppelkoers           |                                 |
| 2018 | omnium · scratch                | 5e omnium 8e koppelkoers | 9e koppelkoers 17e omnium           | Gemenebestspelen: 8e scratch    |
| 2019 |                                 | 8e koppelkoers           | puntenkoers                         | Europese Spelen: 5e koppelkoers |
| 2020 |                                 |                          | 11e koppelkoers 13e omnium          |                                 |
| 2021 |                                 |                          |                                     |                                 |
| 2022 | omnium                          |                          |                                     |                                 |